# Paraphlepsius
Paraphlepsius är ett släkte av insekter. Paraphlepsius ingår i familjen dvärgstritar.

## Dottertaxa tillParaphlepsius, i alfabetisk ordning[1]
- Paraphlepsius abruptus
- Paraphlepsius acutus
- Paraphlepsius altus
- Paraphlepsius apertinus
- Paraphlepsius apertus
- Paraphlepsius attractus
- Paraphlepsius bifidus
- Paraphlepsius blockeri
- Paraphlepsius brunneus
- Paraphlepsius carolinus
- Paraphlepsius certus
- Paraphlepsius chepada
- Paraphlepsius cinereus
- Paraphlepsius collitus
- Paraphlepsius continuus
- Paraphlepsius cornutus
- Paraphlepsius delongi
- Paraphlepsius dentatus
- Paraphlepsius divergens
- Paraphlepsius docilis
- Paraphlepsius eburneolus
- Paraphlepsius electus
- Paraphlepsius emarginatus
- Paraphlepsius excavatus
- Paraphlepsius exilis
- Paraphlepsius floridanus
- Paraphlepsius fulvidorsum
- Paraphlepsius fuscipennis
- Paraphlepsius geneticus
- Paraphlepsius hemicolor
- Paraphlepsius humidus
- Paraphlepsius incisus
- Paraphlepsius irroratus
- Paraphlepsius lascivius
- Paraphlepsius latifrons
- Paraphlepsius lobatus
- Paraphlepsius lupalus
- Paraphlepsius luxuria
- Paraphlepsius maculellus
- Paraphlepsius maculosus
- Paraphlepsius micronotatus
- Paraphlepsius mimus
- Paraphlepsius nebulosus
- Paraphlepsius obvius
- Paraphlepsius occidentalis
- Paraphlepsius operculatus
- Paraphlepsius orthana
- Paraphlepsius pallidus
- Paraphlepsius particolor
- Paraphlepsius planus
- Paraphlepsius pusillus
- Paraphlepsius quadratus
- Paraphlepsius rileyi
- Paraphlepsius rossi
- Paraphlepsius siclus
- Paraphlepsius solidaginis
- Paraphlepsius spinosus
- Paraphlepsius strobi
- Paraphlepsius superior
- Paraphlepsius supinus
- Paraphlepsius tennessa
- Paraphlepsius texanus
- Paraphlepsius tigrinus
- Paraphlepsius torridus
- Paraphlepsius truncatus
- Paraphlepsius tubus
- Paraphlepsius turpiculus
- Paraphlepsius umbellatus
- Paraphlepsius umbrosus
- Paraphlepsius varispinus
- Paraphlepsius ventosus
- Paraphlepsius zanclois